# Eutanygaster tabascensis
Eutanygaster tabascensis är en stekelart som först beskrevs av Morley 1913.  Eutanygaster tabascensis ingår i släktet Eutanygaster och familjen brokparasitsteklar. Inga underarter finns listade i Catalogue of Life.